# Vriesea haplostachya
Vriesea haplostachya là một loài thực vật có hoa trong họ Bromeliaceae. Loài này được (C.Wright) L.B.Sm. miêu tả khoa học đầu tiên năm 1936.